# Listeria
Listeria é um género de bactérias bacilares, gram positivas, anaeróbios facultativos, flagelados, ubíquas (encontradas no solo, na água e em animais) e que não produzem esporos.

## Patologias
Listeria monocytogenes é uma espécie patógena humana oportunista, parasita intracelular de macrófagos, que causa listeriose, um tipo de raro de infecção alimentar geralmente por consumo de carne mal cozida, laticínios não-pasteurizados, mas também pode ser transmitido por outros alimentos contaminados. Afeta geralmente imunodeficientes, recém-nascidos ou idosos. Tem mortalidade de cerca de 20%, geralmente quando causa sepse e meningite.
Listeria ivanovii causa listeriose em ruminantes, raramente em humanos.

## Espécies
Este género inclui as seguintes espécies:
- L. aquatica
- L. booriae
- L. cornellensis
- L. fleischmannii
  - subsp. coloradonensis
  - subsp. fleischmannii
- L. floridensis
- L. grandensis
- L. grayi
- L. innocua
- L. ivanovii
  - subsp. ivanovii
  - subsp. londoniensis
- L. marthii
- L. monocytogenes
- L. newyorkensis
- L. riparia
- L. rocourtiae
- L. seeligeri
- L. weihenstephanensis
- L. welshimeri